# نادي الفلاح (السودان)
نادي الفلّاح الإجتماعي الرياضي الثقافي ويعرف اختصاراً باسم الفلَّاح  أو الفلاح عطبرة، هو نادِ كرة قدم سوداني من قرية كنور شمال عطبرة. تأسس عام 1945 وينشط حالياً في الدوري السوداني الممتاز.
حقق الفلاح إنجازاً تاريخياً بصعوده إلى الدوري الممتاز للمرة الأولى في تاريخه وذلك في موسم 2020.

## وصلات خارجية
- الموقع الرسمي للنادي
- الفلاح على موقع كووورة